# ルドウィグ・カイザー
マーセル・バーゼル（Marcel Barthel, 1990年7月8日 - ）は、西ドイツのシュレースヴィヒ＝ホルシュタイン州ピンネベルク出身のプロレスラー。WWEにてルドウィグ・カイザー（Ludwig Kaiser）のリングネームで所属。

## 経歴

### WWE
2017年にWWEと契約。
2018年8月8日のNXTにて初登場し、シングルマッチでキース・リーに敗れた。同年12月よりファビアン・アイクナーとタッグを組み、NXTとNXT UKの両番組に出演するようになる。また、ウォルターがリーダーを務めるヒールユニット「インペリウムにアイクナーと共に加入した。
2020年5月13日のNXTにて、アイクナーと組んでピート・ダン、ティモシー・サッチャーの持つNXTタッグチーム王座に挑戦（ダンが新型コロナウイルスの影響でイギリスから渡米できず欠場したため、代役としてマット・リドルが出場）。この試合に勝利し、王座を初戴冠した。8月26日にタイラー・ブリーズ、ファンダンゴに敗れて王座陥落した。
2021年10月26日放送のPPV『NXTハロウィーン・ハボック』にて、アイクナーと組んでナッシュ・カーター、ウェス・リーとのランバージャックマッチに勝利し、二度目のNXTタッグチーム王座戴冠を果たした。12月5日放送のPPV『NXTウォーゲームズ』にてカイル・オライリー、フォン・ワグナーに勝利して王座防衛した。
2022年4月2日放送のPPV『NXTスタンド&デリバー』にてトリプルスレットマッチでナッシュ・カーター、ウェス・リーに敗れ、王座陥落した。同月8日、インペリウムのリーダーであるウォルターがリングネームをグンターに変更し、SmackDownに初登場。自身もリングネームをルドウィグ・カイザーに変更し、グンターのセコンドとして同行した。5月27日にSmackDown昇格後初の試合を行い、グンターと組んでタッグマッチでドリュー・グラック、リコシェに勝利した。
2023年のWWEドラフトにて、グンター、ジョバンニ・ビンチ（ファビアン・アイクナーからリングネームを変更）と共にRawへ移籍した。
2024年4月23日、ビンチと組んでタッグマッチでニュー・デイと対戦したが、敗れた。試合後にビンチを襲撃し、インペリウムから追放した。8月30日、地元のドイツで開催されたSmackDownにてオープンチャレンジでLAナイトの持つUS王座に挑戦したが、敗れた。
2024年11月、サバイバー・シリーズでの3way戦でシェイマスと共にブロン・ブレイカーに敗れ、IC王座獲得に失敗した。

## 人物
父のアクセル・ディーターも元プロレスラーで、ウエストサイド・エクストリーム・レスリングで活躍した。2015年9月に逝去。
2022年から、同じくWWE所属の女子プロレスラーであるティファニー・ストラットンと交際している。

## 獲得タイトル
WWE
- NXTタッグチーム王座：2回

w / ファビアン・アイクナー
wXw
- wXwアンフィールド・世界レスリング王座：1回
- wXw世界タッグチーム王座：1回

w / ダ・マック
- 中央ドイツカップ優勝：1回（2014年）
- フォー・ネイションズカップ優勝：1回（2015年）

ヨーロピアン・レスリング・プロモーション
- EWPタッグチーム王座：1回

w / ダ・マック
- グレート・ベアー・プロモーション
- グレート・ベアー・グランド王座：1回

ジャーマン・スタンピード・レスリング
- GSWタッグチーム王座：1回

w / ダ・マック
ノルディック・チャンピオンシップ・レスリング
- NFCファーストファイター王座：1回
- インターナショナルNCWクルーザー級王座：1回
- ファーストファイター・トーナメント優勝：1回（2010年）

プロレスリング・ファイターズ
- PWFノースヨーロピアン王座：1回

プロレスリング・イラストレーテッド
- 現役プロレスラーTop500：240位（2020年）